# Elmer Niklander

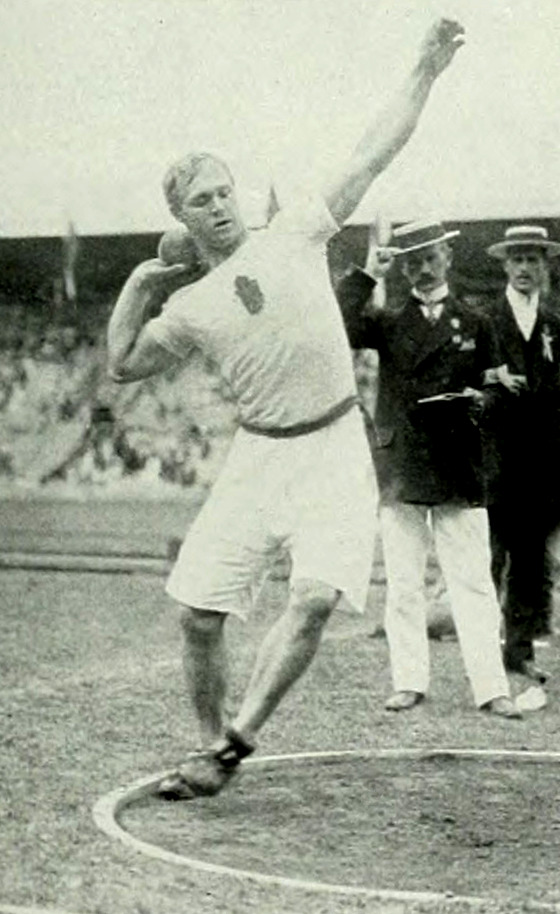
Elmer Niklander 1912 bei den Olympischen Spielen

Elmer Konstantin Niklander (* 19. Januar 1890 in Oitti, Hausjärvi; † 12. November 1942 in Helsinki) war ein finnischer Sportler. Seine Hauptdisziplinen waren Kugelstoßen und Diskuswurf, wobei ihm die beidhändigen Wettbewerbe (in denen einmal mit der stärkeren und einmal mit der schwächeren Hand geworfen werden muss; beide Weiten wurden addiert) besser lagen. Bei Olympischen Spielen gewann er bei vier Olympiateilnahmen vier Medaillen. Der Bauer und Feuerwehrmann wurde in seiner Heimat Oitin kanuunaksi (dt. Kanone aus Oitti) genannt.

## Erfolge
Bei den Olympischen Spielen 1912 in Stockholm gewann Niklander im beidhändigen Kugelstoßen Bronze, im beidhändigen Diskuswurf Silber. Die schwedische Sportphilosophie, dass ein Mensch seinen Körper gleichmäßig auszubilden habe, wirkte sich auch im damaligen Wettkampfprogramm aus: In den Wurfwettbewerben wurden je zwei Techniken (das Werfen mit der stärkeren Hand und das beidhändige Werfen) angewandt.
Acht Jahre später in Antwerpen gewann Niklander im „normalen“ Diskuswurf Gold, im Kugelstoßen Silber. Bereits bei den Olympischen Spielen 1908 in London nahm er als 18-Jähriger teil. 1924 in Paris ging er ebenfalls noch einmal an Start, konnte jedoch keine Medaille gewinnen.

## Persönliche Bestleistungen und finnische Meisterschaften
Elmer Niklander nahm nicht nur bei Kugel- oder Diskusentscheidungen teil, dar heute weniger bekannte Gewichtwurf (25,4 Kilogramm), Speerwurf, der beidhändige Speerwurf, Hammerwurf und den Diskuswurf im antiken Stil übte er genau so aus. So kommt es, dass Niklander zwischen 1909 und 1924 44-mal finnischer Meister wurde. Die Hälfte von diesen Titeln holte er im beidhändigen Kugelstoßen und Diskuswurf. Alle seiner persönlichen Bestleistungen erzielte er zwischen 1913 und 1916, in der Zeit, wo die Olympischen Spiele wegen des Ersten Weltkrieges ausfielen. 1913 warf er im beidhändigen und antikem Stil einen Weltrekord (90,13 bzw. 41,57 m).
- Kugelstoßen: 14,86 m (19. Juli 1913 in Helsinki)
- Diskuswurf: 47,18 m (16. Juli 1916 in Vaasa)
- Steinwurf (25,4 kg): 10,76 m (1914 in Malmö)
- Hammerwurf: 47,57 m (12. Juni 1916 in Kuopio)
- Speerwurf: 54,19 m (2016)